# Szokolya
Szokolya là một thị trấn thuộc hạt Pest, Hungary. Thị trấn này có diện tích 59,05 km², dân số năm 2010 là 1778 người, mật độ 30 người/km².